# 劉南金
劉南金（？—？），字獻卿，河南開封府杞縣人，民籍，明朝政治人物。

## 生平
嘉靖三十七年（1558年）戊午科河南鄉試第五十六名舉人。嘉靖三十八年（1559年）中式己未科會試第七十九名，三甲第二百零六名進士。授黄州府推官。

## 家族
曾祖劉鼎；祖父劉堯寅；父劉堪，母朱氏。具慶下。